# Pareiorhina
Pareiorhina (Парейоріна) — рід риб з підродини Neoplecostominae родини Лорікарієві ряду сомоподібні. Має 7 видів. Наукова назва походить від грецьких слів parea, тобто «щелепа», та rhinos — «ніс».

## Опис
Загальна довжина представників цього роду коливається від 4,1 до 4,5 см. Зовні схожі на представників роду Otocinclus. Голова широка, трохи сплощена зверху. На відміну від інших лорікарієвих з боків гладенька. Морда дещо витягнута. Очі невеличкі. Щелепи витягнуті та загострені. Зуби звичайні, прямі або з поперечними зламом. Тулуб кремезний та широкий, звужується у хвостовій частині, вкритий кістковими пластинками, проте черево їх позбавлено. Спинний плавець помірно високий та довгий. Жировий плавець відсутній, замість якого непарні пластини утворюють своєрідний «гребінь». Грудні плавці широкі, промені розгалужені. Черевні плавці помірно подовжені. Анальний плавець витягнутий донизу, з короткою основою. Хвостовий плавець дещо широкий, з виїмкою, або витягнутий і усічений.
Забарвлення сіре або коричневе.

## Спосіб життя
Це демерсальні риби. Зустрічаються в невеликих чистих і прозорих річках та струмках з кам'янистими ґрунтами на висоті 650—800 м над рівнем моря. Живляться м'якими водоростями.

## Розповсюдження
Є ендеміками Бразилії. Мешкають у басейні річок Ріо-Гранде, Переїба-ду-Сул, Тете, Сан-Франсиску і Парана.

## Види
- Pareiorhina brachyrhyncha
- Pareiorhina carrancas
- Pareiorhina cepta
- Pareiorhina hyptiorhachis
- Pareiorhina pelicicei
- Pareiorhina rosai
- Pareiorhina rudolphi